# 但馬国分寺
但馬国分寺（たじまこくぶんじ）は、兵庫県豊岡市日高町国分寺にある浄土宗の寺院。山号は護国山。
奈良時代に聖武天皇の詔により日本各地に建立された国分寺のうち、但馬国国分僧寺の後継寺院にあたる。本項では現寺院とともに、古代寺院跡である但馬国分寺跡（国の史跡）と、但馬国分尼寺跡（史跡指定なし）についても解説する。

## 概要
豊岡市南部、円山川の形成する国府平野に位置する。聖武天皇の詔で創建された国分寺の法燈を継いで再興された寺院である。現在の境内は創建期の国分寺跡と重複し、北方約1キロメートルの地には国分尼寺跡も立地する。また、国分寺跡付近には平安時代以後の国府の遺構と推定される祢布ヶ森遺跡も立地し（平安時代以前の国府の位置は不詳）、一帯は古代の但馬国における中心地であった。
古代国分寺跡については昭和48年（1973年）から発掘調査が実施されており、遺構は平成2年（1990年）に国の史跡に指定されている。数十次を数える発掘調査のうちでは、特に昭和52年（1977年）の第5次調査において全国の国分寺跡では初めてとなる木簡の出土があったこと、および平成28年（2016年）の第34次調査においてこれも全国の国分寺跡では初めて主要伽藍以外で回廊が見つかったことが注目される。

## 歴史

### 古代
創建は不詳。天平13年（741年）の国分寺建立の詔の頃に創建されたと見られる。『続日本紀』天平勝宝8歳（756年）12月20日条の但馬国ほか25国への聖武天皇一周忌御斎会のための下賜記事から、当時には完成していたと推測される（国分寺以外で御斎会を行なった可能性もある）。考古学的には、国分寺跡の井戸部材の伐採年が763年と判明している。
神護景雲年間（767年から770年）と推定される木簡に、寺の人員配置が記されており、寺の施設・組織の一部が判明している。醤殿、三綱炊屋、朔御倉、西倉、北倉、鋳所、院内、官坐といった部署である。別の木簡からは、朝来4人、出石5、養父5と但馬国内の郡から労働力を徴発していた様子もうかがえる。
宝亀8年（777年）7月14日には「震但馬国国分寺塔」として、塔が落雷被害に遭った旨の記事が見える。貞観4年（862年）には、但馬権守の豊井王から長さ1丈5尺の幡18旗の施入のことがあった。
延長5年（927年）成立の『延喜式』主税上の規定では、但馬国の国分寺料として稲2万束があてられている。
全国のほとんどの国分寺は平安時代以降に衰退するが、但馬国分寺の場合にはどのような変遷を辿ったか詳らかではない。

### 中世
弘安8年（1285年）の『但馬国大田文』では、「国分寺」として記載が見えており、法勝寺末寺で領家は白河中将（白河伊定）であり、寺領は寺田34町20分（歩）で、内訳は寺用田10町8反300分・定田23町1反72分であった。
文書によれば国分寺領は法勝寺を本家として荘園化しており、建武5年（1338年）には光厳上皇の院宣によって「法勝寺領但馬国分寺」が白河中将（白河伊宗）に安堵されたほか、応安4年（1371年）にも白河侍従に安堵された。また、建武5年（1338年）に国分寺の違乱の停止を命じた文書も残る。
観応2年（1351年）には、地頭の伊達朝綱が南北朝の戦いで「国分寺」に参陣した（一説に国分寺城を指すか）。明徳2年（1391年）には奈良の西大寺の末寺となっており（前述の法勝寺は1342年以降衰退）、永禄3年（1560年）には国分寺の土地の一部が日光院に寄進された。
天正8年（1580年）、羽柴秀長による第2次但馬征伐で国分寺城の大坪又四郎が討たれたといわれるが、国分寺もまた焼亡したと伝える。

### 近世
近世前期の変遷は詳らかでない。延享4年（1747年）には取調により但馬国分寺に関する言い伝えが記録された。宝暦9年（1759年）には釈迦如来像が京都から但馬国分寺の跡地に移されて再興が図られ、宝暦13年（1763年）には堂再建の勧進として国中への托鉢が行われた。
文化11年（1814年）には伊能忠敬が当地を訪れ、『測量日記』に国分寺跡・尼寺跡に関する記録を残している。

### 近代以降
- 昭和48年（1973年）、発掘調査開始（第1次発掘調査）[1]。
- 平成2年（1990年）、国の史跡に指定[1]。
- 平成17年（2005年）、但馬国府・但馬国分寺に関するガイダンス施設である但馬国府・国分寺館（豊岡市立歴史博物館）が開館[1]。

## 但馬国分寺跡

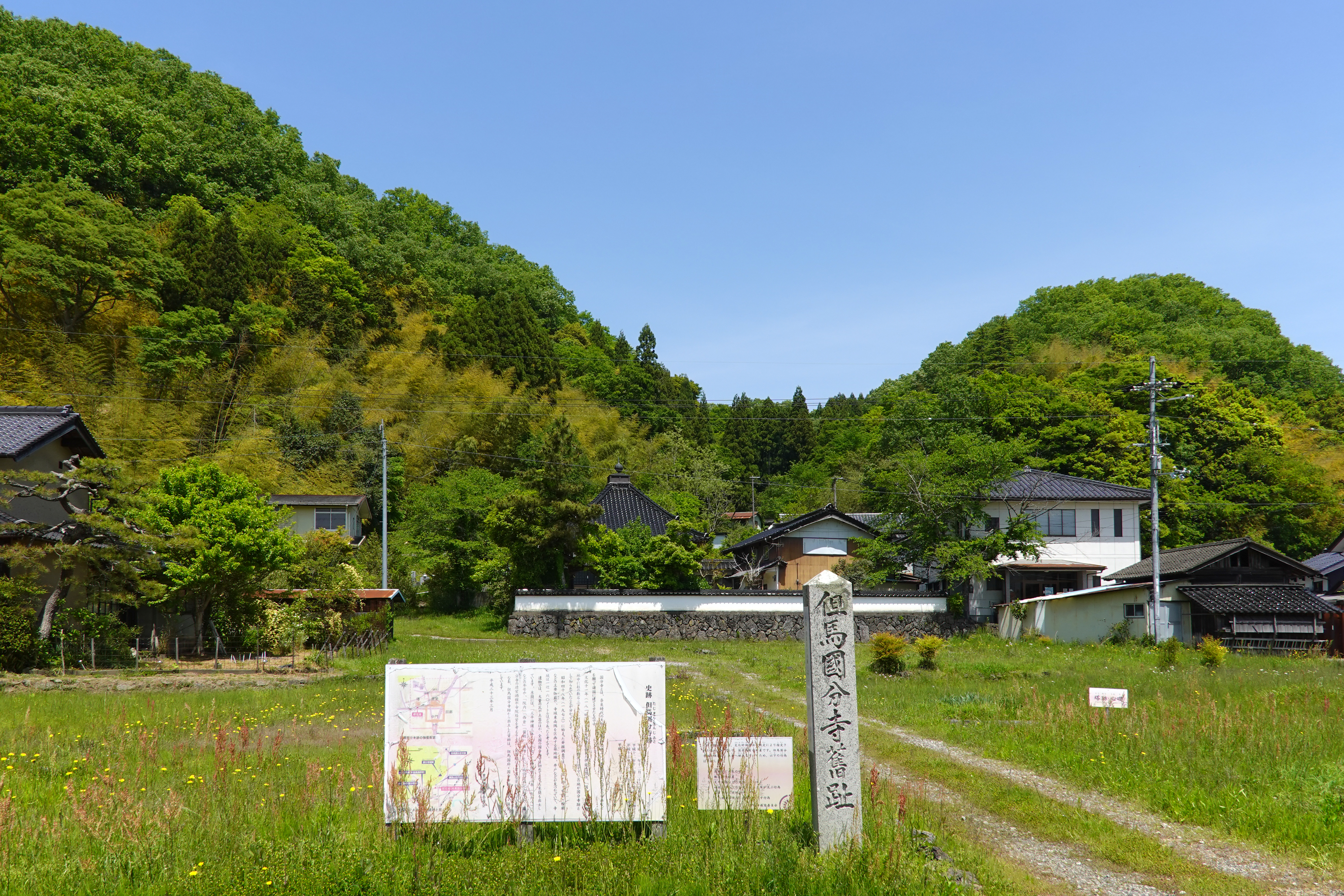
但馬国分寺跡

僧寺跡は、現国分寺付近に位置する（北緯35度28分19.12秒 東経134度46分26.00秒 / 北緯35.4719778度 東経134.7738889度）。寺域は1町半（約160メートル）四方と全国では中規模。伽藍は南から南門・中門・金堂を南北一直線に配し、中門左右から出た回廊が金堂左右に取り付く。また、金堂西方には塔を配する。発掘調査で判明した遺構の詳細は次の通り。
金堂
本尊を祀る建物。後世に大きく削られ全容は明らかでない。基壇は東西約21メートル、南北不明。基礎は掘込地業により築かれる。
塔
釈迦の遺骨（舎利）を納めた七重塔。金堂の西約55メートルに位置する。基壇は約16メートル四方。乱石積で、基壇中央には階段を残す。礎石としては、心礎含む2個が原位置を保って残る（心礎は後世に上面を打ち欠く）。
中門
金堂の南約35メートルに位置する。整地土が認められている。
主要伽藍としては以上のほか講堂・鐘楼・経蔵などの伽藍の存在が推定されるが、明らかでない。伊能忠敬の『測量日記』では、文化11年（1814年）時点で伽藍の礎石3個が存在する旨が記載されている。現在は塔礎石2個が僧寺跡に、南大門礎石1個が但馬国分寺境内に残るほか、原位置不詳の礎石6個（または5個）が周辺各地に伝世されている。
そのほかの遺構としては、金堂の東方において回廊（南北70メートル以上か）を有する建物が見つかっている。主要伽藍以外に回廊が見つかったのは全国の国分寺跡で初めての例となり、「院」の墨書銘土器の出土から大衆院跡と推定する説がある。また東南隅では、寺域を区画する築地塀・雨落溝の跡が見つかっている。この溝からは木簡36点が出土したが、この木簡出土も全国の国分寺跡で初めての例であった。
以上に加えて、寺域内では井戸4基が認められている。うち1つは一辺1.7メートル・深さ2.7メートルと大規模なもので、その部材（ヒノキ材）の1つの伐採年は年輪年代法により763年と判明している。この井戸からは瓦・土器・釣瓶・鑰・木簡など多数の出土品が検出されている。

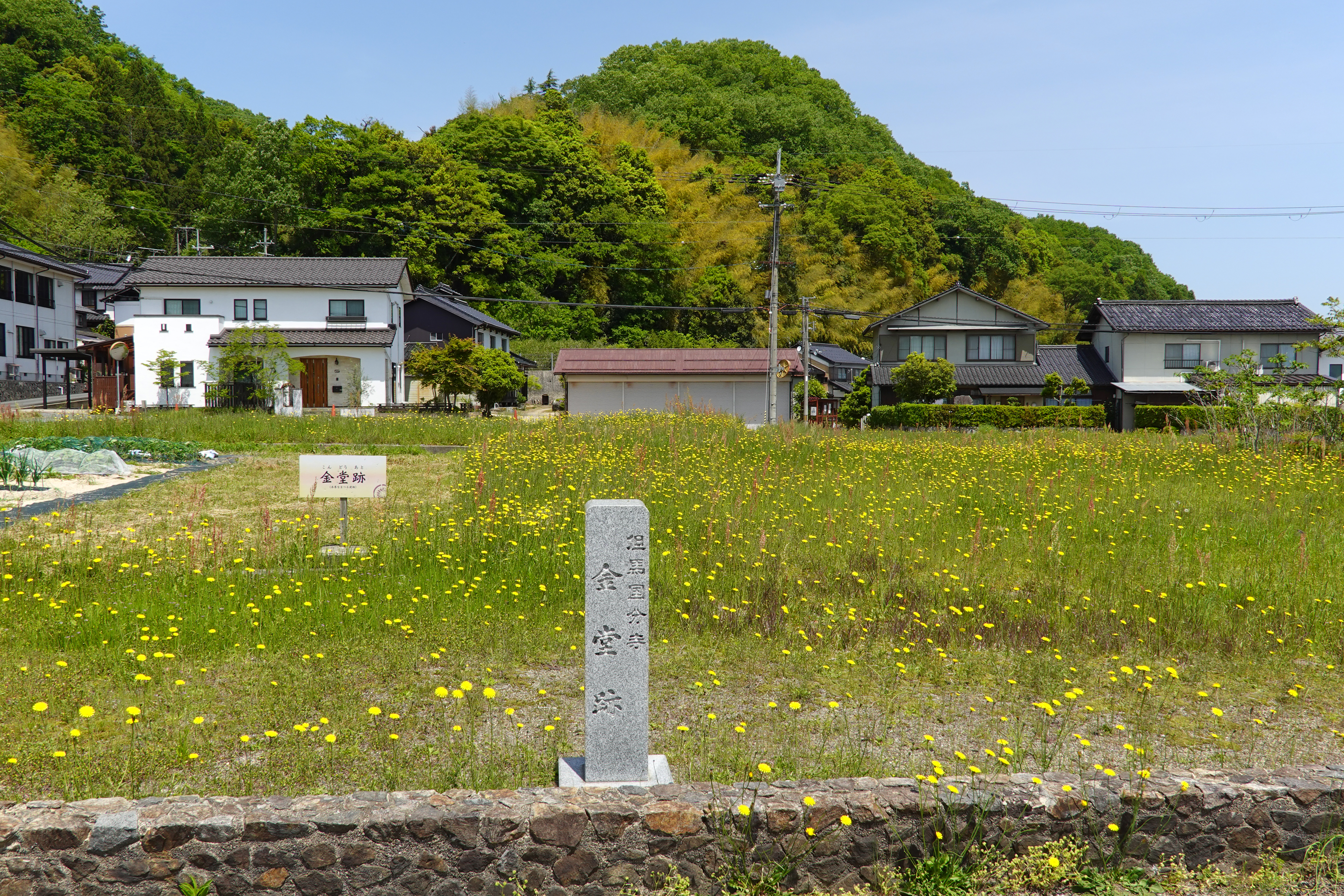
金堂跡
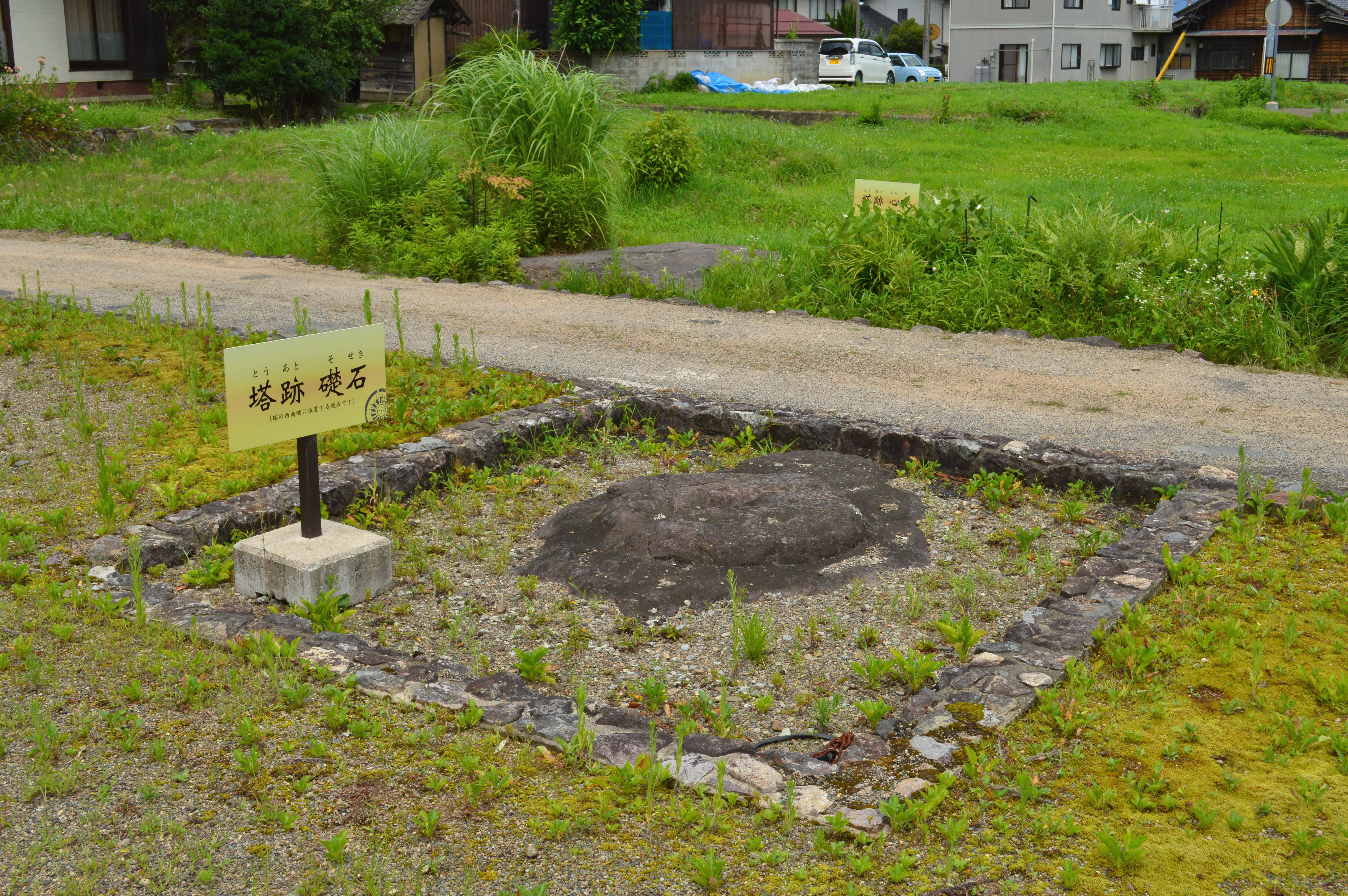
塔跡の礎石2個（奥が心礎）
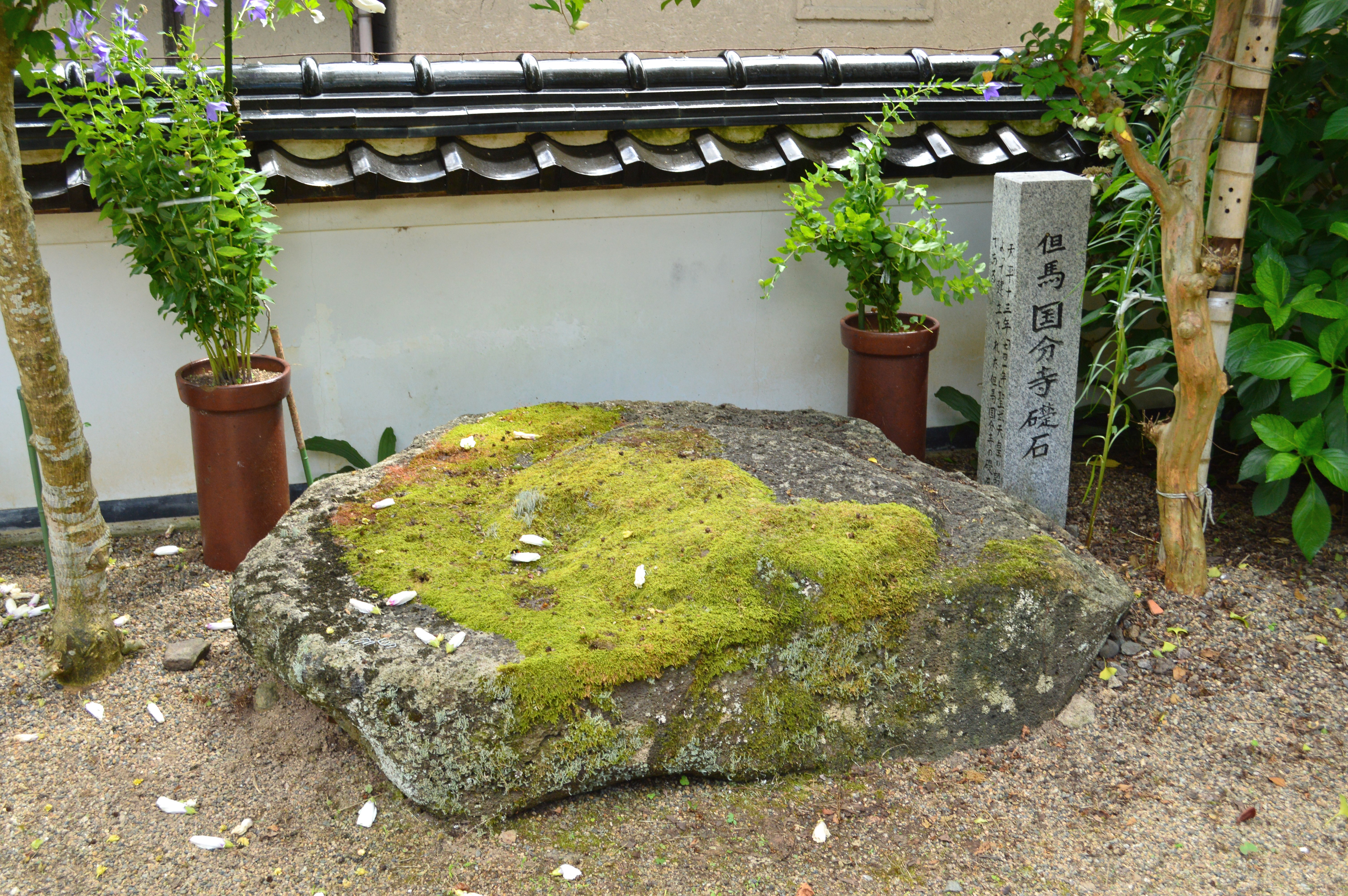
国分寺境内に残る南大門礎石
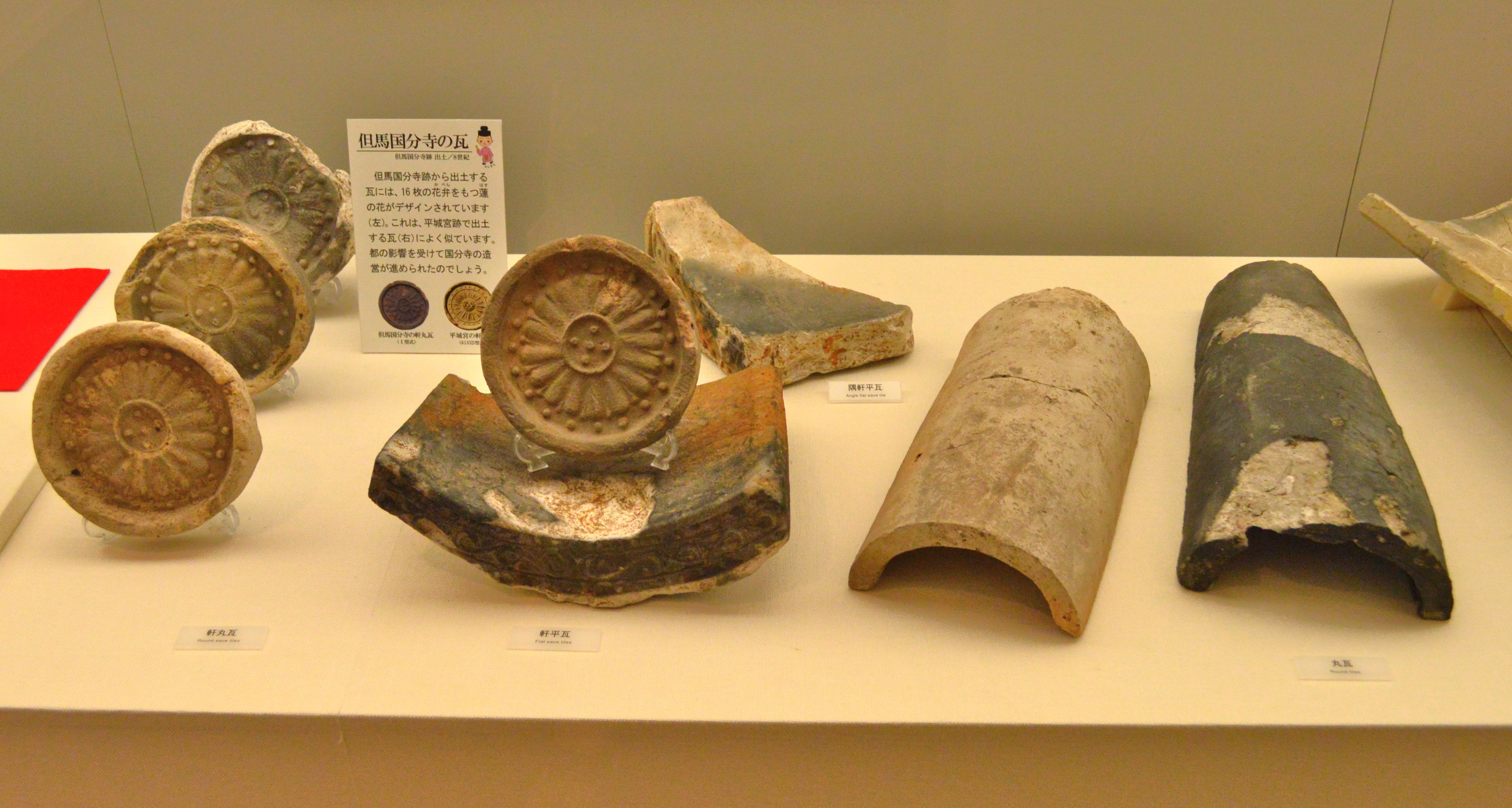
僧寺跡出土瓦 但馬国府・国分寺館展示。

## 但馬国分尼寺跡

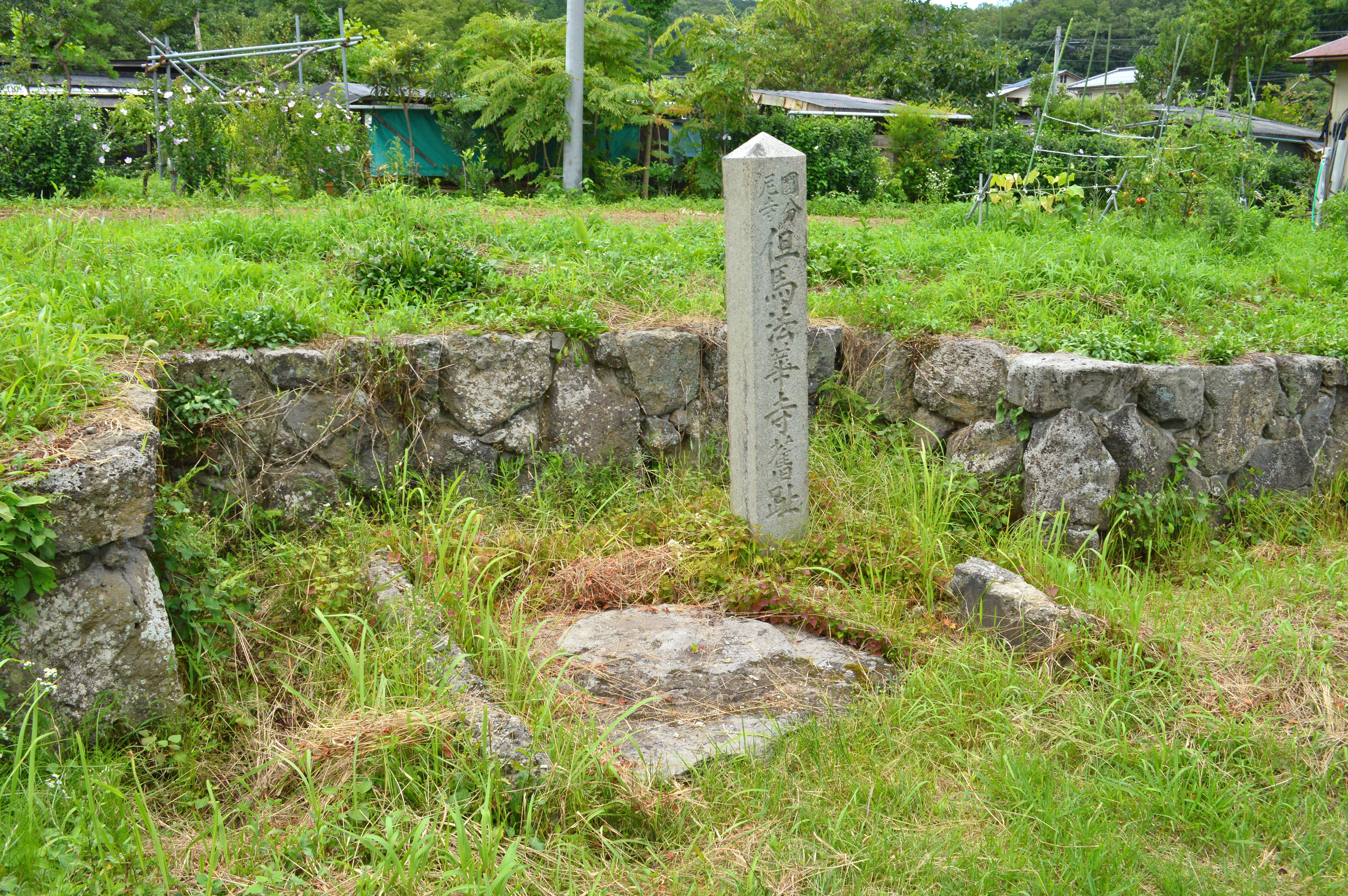
但馬法華寺旧阯碑と礎石
（豊岡市日高町水上・山本）

尼寺跡は、僧寺跡の北方約1キロメートルの豊岡市日高町水上・山本に推定されている（豊岡市立日高東中学校付近、北緯35度28分48.98秒 東経134度46分33.77秒 / 北緯35.4802722度 東経134.7760472度）。現在は礎石2個が残るのみで、伽藍の詳細は明らかでない。
伊能忠敬の『測量日記』では、文化11年（1814年）時点で伽藍の礎石7個が存在する旨が記載されている。現在は前述の2個が尼寺跡に残るほか、原位置不詳の礎石10個（または9個）が法華寺境内など周辺各地に伝世されている。
なお豊岡市日高町山本には、但馬国分尼寺の後継と伝える曹洞宗の法華寺があり（北緯35度29分3.68秒 東経134度46分37.82秒 / 北緯35.4843556度 東経134.7771722度）、礎石数個がその境内に伝世されている。

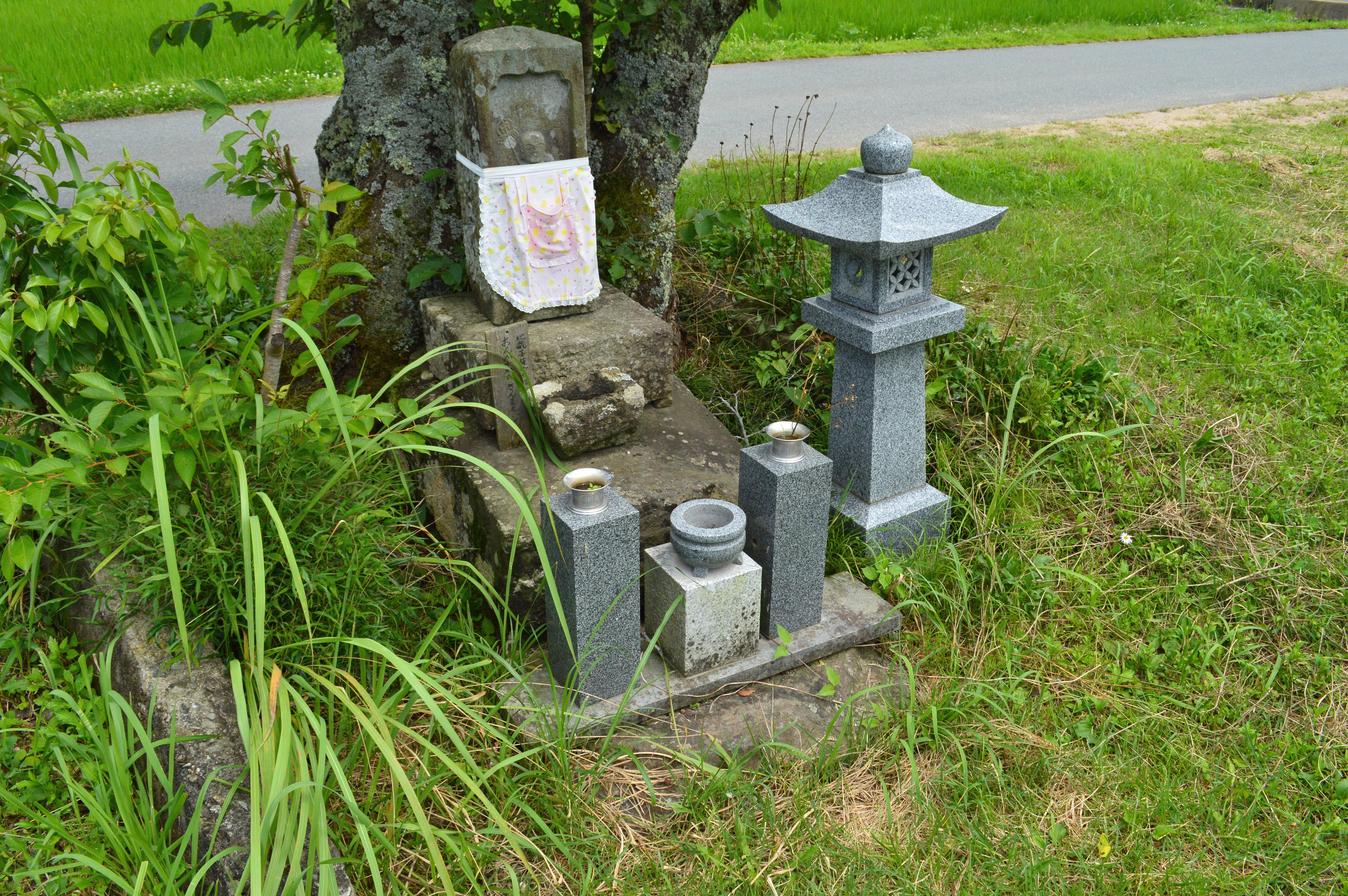
尼寺跡に残るもう1つの礎石（下敷部分）

## 文化財

### 国の史跡
- 但馬国分寺跡
1990年（平成2年）12月26日指定[9]。
2000年（平成12年）11月15日、2004年（平成16年）2月27日、2011年（平成23年）9月21日、2013年（平成25年）10月17日、2015年（平成27年）10月7日、2017年（平成29年）10月13日、2025年（令和7年）3月10日に史跡範囲の追加指定[9][10][11][12]。

### 豊岡市指定文化財
- 有形文化財
  - 薬師如来像（彫刻） - 後世に多くの修理・後補を受けているが、平安時代の彫刻の特色を有する。1980年（昭和55年）4月21日指定[13][14]。
  - 風鐸（考古資料） - 所有者は豊岡市。1980年（昭和55年）4月21日指定[14]。
  - 木簡 36点（考古資料） - 所有者は豊岡市。1980年（昭和55年）4月21日指定[14]。

## 現地情報
所在地
- 現国分寺：兵庫県豊岡市日高町国分寺734
- 国分寺跡：兵庫県豊岡市日高町国分寺
- 伝国分尼寺跡：兵庫県豊岡市日高町水上・山本

交通アクセス（現国分寺・国分寺跡まで）
- 鉄道：西日本旅客鉄道（JR西日本）山陰本線 江原駅（徒歩約5分）

関連施設
- 但馬国府・国分寺館（豊岡市立歴史博物館） - 但馬国分寺跡からの出土品等を展示。

周辺

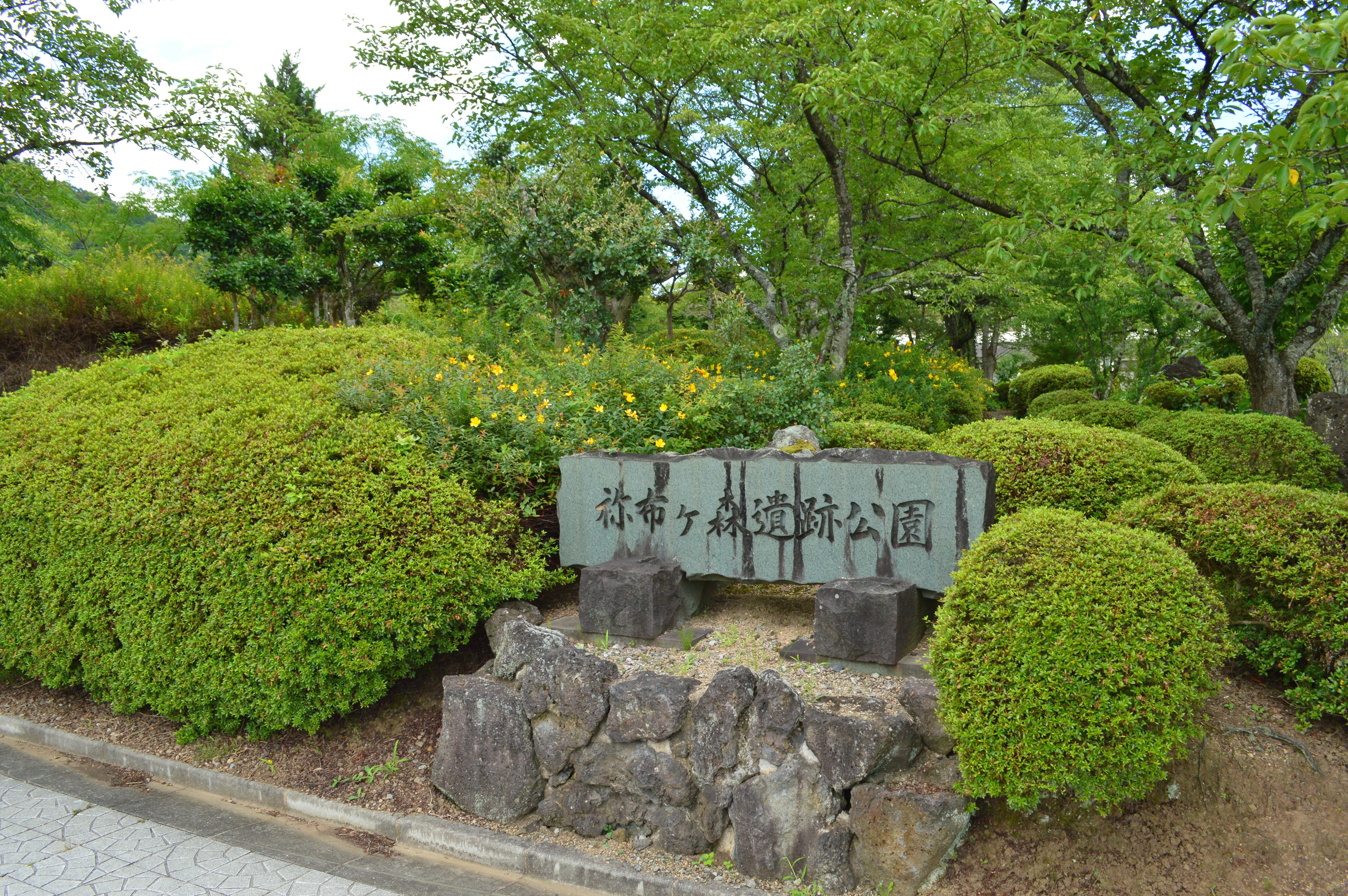
祢布ヶ森遺跡

- 祢布ヶ森遺跡 - 但馬国の後期国府推定地。
- 国分寺城跡 - 国分寺跡の北方の山上に残る中世山城跡。